# بافاو ريتر فيتيزوفيتش
بافو ريتر فيتيزوفيتش (7 يناير 1652 - 20 يناير 1713) هو موسوعي هابسبورغ كرواتي، يوصف بأنه مؤرخ، ولغوي، وناشر، وشاعر، ومنظر سياسي، ودبلوماسي، وطبّاع، ورسام تصاميم، ورسام خرائط، وكاتب، وطابِع.

## سيرته الشخصية

### نشأته
ولد بافاو ريتر فيتيزوفيتش باسم بافاو ريتر في سينج، وهو ابن جندي على الحدود. كان والده، أنطون ريتر، من نسل مهاجر ألماني عرقي من الألزاس، بينما كانت والدته، دوروتيا لوكينيتش، امرأة محلية من سينج.
أنهى ستة صفوف في صالة الألعاب الرياضية التي يديرها اليسوعيون في زغرب قبل أن ينتقل إلى روما، حيث أقام في الكلية الإيليرية والتقى بالمؤرخ الدلماسي الشهير إيفان لوتشيتش. انتقل بعد ذلك إلى قلعة بوغنشبيرك بالقرب من بلدة ليتيا في كارنيولا (الآن في سلوفينيا)، حيث أثر عليه المؤرخ الطبيعي يوهان ويكارد فون فالفاسور لدراسة تاريخه الوطني وجغرافيته. هناك تعلم أيضًا اللغة الألمانية، ومهارات الطباعة، والنقش.

### كتاباته الأولى
في عام 1677 كتب أطروحة عن عشيرة غوشيتش، نُشرت عام 1681، وهو العام نفسه الذي كتب فيه عددًا من القصائد للأب ألكسندر ميكوليتش، واحد من كنسي زغرب. مع اكتسابه سمعة رجل متعلم، انتخبته مدينته الأصلية سينج ممثلًا لها في مجالس النواب المختلفة في سوبرون وبوزن وفيينا. في 19 أبريل 1683، وبسبب جهود ريتر فيتيزوفيتش، أعلنت المستشارية الإمبراطورية النمساوية ميثاقًا يمنح مدينة سينج حقوقها القديمة، ويحميها من القائد العسكري المحلي الكابتن هيربرشتاين الذي أرهب المواطنين في ذلك الوقت.
بسبب الحروب العثمانية جُند وتمركز في ميدمورجي تابور (حامية) تحت إمرة البان نيكولاس إردودي. في عام 1683، عندما بدأت الحرب التركية الكبرى، شارك في الاستيلاء على حصون ليندافا وزغتفار. بعد الحرب، عينه البان إردودي ضابطًا في بلاطه، حيث التقى أيضًا بآدم زرينسكي، ابن نيكولا زرينسكي. سُمي في البداية نائب المحافظ عن ليكا وهو لقب مشرف بحت وليس له أهمية فعلية.
ثم عينه مجلس النواب الكرواتي ممثلًا لهم في اللجنة الإمبراطورية لترسيم الحدود مع البندقية وتركيا، ولكن على الرغم من مساهمته، رُسمت الحدود ضد المصالح الكرواتية، الأمر الذي أحبط ريتر فيتيزوفيتش بشدة. أثناء عمله في النظامين الملكي والإمبراطورية في فيينا وبراتيسلافا، التقى فيتيزوفيتش بالعديد من الشخصيات البارزة من كرواتيا، وفي وقت ما رغب في العودة إلى وطنه للعيش في زغرب.

## التاريخ واللغويات
أول أعماله، مقالة عن دوقات كربافا، غوشيتش، كتبت عام 1677، ونُشرت بعد ذلك عام 1684، ليوبليانا.
عند إنشاء مطبعته في زغرب، نشر عملًا تعليميًا باللغة الكرواتية ذكرى العصور في العالم بأسره (1696)، والذي كان في الأساس عبارة عن مجموعة من أعمال أنطون فراميك (1578). قال فيه إن دالماسيا كانت دائمًا جزءًا من كرواتيا. واصل الدفاع عن مثل هذه القضايا في نقد غير منشور لكتاب يوهانس لوسيوس من مملكة كرواتيا ودالماتيا.
في عام 1700، نشر أهم أعماله، كرواتيا تولد من جديد، أوصل فيه فكرة مساواة الكرواتيين مع جميع السلاف الجنوبيين، وهو مفهوم وسعه في عمل كبير غير مكتمل (على المذابح والموقد الإيليرية).
بحلول نهاية حياته، نشر تاريخ البوسنة (1712) ونسب لازلو الأول ملك المجر (1704)، حاول فيه إثبات أن لازلو لم ينحدر من آل أرباد، بل من تربيميروفيتشي. كتب عددًا من النصوص القصيرة، ولم يبق إلا في المخطوطة، السيرة الذاتية لسانت فلاديمير وسكاندربيغ، تاريخ حظر كرواتيا (بانولوجيا)، نص مفقود عن الاستحواذ المجري على كرواتيا خلال العصور الوسطى، وتاريخ صربيا.
حُفظ عمله اللغوي الوحيد، وهو قاموس لاتيني-كرواتي معجم لاتيني-إيليريكوم، في المخطوطة. عند كتابته باللغة الكرواتية، استخدم في البداية لهجته الشتوكافية الأصلية، لكنه اعتنق لاحقًا عناصر شتوكافيان وكاجكافيان، على غرار دائرة أوزالج الأدبية.